# Вессекська династія
Ве́ссекська дина́стія (дім Ке́рдіка; англ. House of Wessex, House of Cerdic) — аристократичний рід, що з 519 року правив королівством Вессекс у південно-західній Англії, з 871 до 1066 року — об’єднаними англійськими королівствами. Правління династії Вессексів — єдиної британської королівської династії саксонського походження — переривалося в епоху Данелага, потім у роки узурпації англійської корони данцем Свеном I Вилобородим та його спадкоємцями (1013—1042 роки) й остаточно припинилося 1066 року з загибеллю Гарольда II Ґодвінсона й перемогою нормандця Вільгельма I Завойовника у битві при Гастингсі. Ужиті тоді ж спроби англосаксонської знаті відновити правління Вессексів у особі п’ятнадцятирічного Едгара Етелінга, якого було проголошено, але не короновано королем Англії, не мали успіху.
Шлюб племінниці Едгара Матильди Шотландської й сина Вільгельма Генріха I, укладений 11 листопада 1100 року, споріднив англосаксонську й нормандську династії.